# Семанишин Микола Олексійович
Микола Олексійович Семанишин (1909, село Пійло, тепер Калуського району Івано-Франківської області — 1944, тепер Польща) — радянський діяч, підпільник КПЗУ, заступник голови Калуського райвиконкому, голова Войнилівського райвиконкому Станіславської області. Депутат Верховної Ради СРСР 1-го скликання від Станіславської області (у 1940—1944 роках).

## Біографія
Народився в бідній селянській родині. З дванадцятирічного віку наймитував, працював на тартаці (лісопильному заводі) в місті Брошневі, на залізниці в місті Калуші.
Член Комуністичної партії Західної України (КПЗУ) з 1930 року. Мав партійний псевдонім Дільмас.
Один із організаторів страйку робітників копальні «ТЕСП» (у 1931), антивоєнної демонстрації трудівників Калуша і навколишніх сіл (у 1932 році). У 1933 році — секретар Калуського районного комітету КПЗУ.
За революційну діяльність неодноразово арештовувався польською владою і притягався до судової відповідальності. Сидів у в'язницях Станіслава, Стрия і Тарнова. У лютому 1938 року у зв'язку з амністією достроково звільнений, повернувся до міста Калуша.
Після захоплення Західної України Червоною армією у вересні 1939 року брав активну участь в написанні фальшивих доносів у НКВС на міську інтелігенцію, за що отримав посаду в радянських органах влади. 22 жовтня 1939 року обраний депутатом Народних зборів Західної України.
З січня 1940 року — заступник голови виконавчого комітету Калуської районної ради депутатів трудящих Станіславської області, 24 березня 1940 року був «обраний» депутатом Верховної Ради Радянського Союзу. У 1941 році — голова виконавчого комітету Войнилівської районної ради депутатів трудящих Станіславської області.
Під час німецько-радянської війни евакуйований у східні райони СРСР, був задіяний у радянському партизанському русі. Із січня по травень 1944 року служив комісаром Тернопільського партизанського з'єднання імені Хрущова, яке діяло на території Волині, Білорусі та Польщі. Загинув у бою на польській території.
Іменем Миколи Семанишина 22.10.1957 була названа вулиця в місті Калуш, але 5.02.1991 вулиці повернена історична назва — Сівецька. Аналогічна історія з вулицею його імені в рідному селі — перейменована на вулицю Незалежності.